# Sperrholz

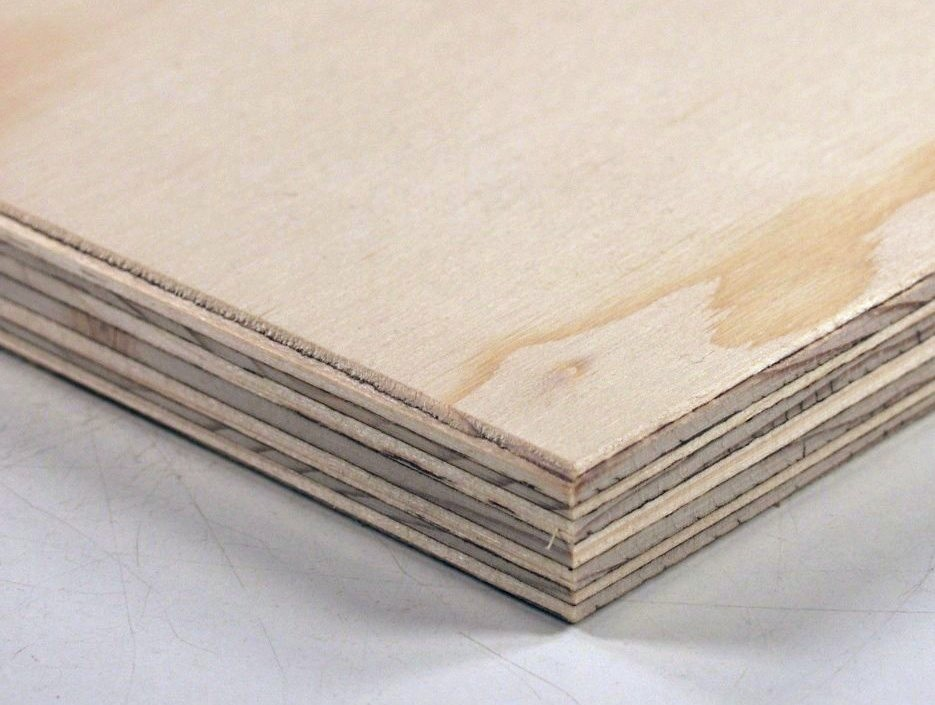
Aus Fichte hergestelltes Sperrholz

Sperrholz ist ein weit verbreiteter Holzwerkstoff mit hoher Festigkeit und Formstabilität und wird etwa in Bauwesen, Möbelindustrie und Modellbau vielfach eingesetzt. Es besteht aus mindestens drei miteinander verleimten und verpressten Holzlagen. Der Faserverlauf von zwei übereinanderliegenden Lagen steht jeweils im Winkel von 90°. Dadurch werden richtungsgebundene Werkstoffeigenschaften wie das Quell- und Schwindverhalten über die Plattenebene homogenisiert, der entstandene Werkstoff arbeitet im Gegensatz zu Massivholz nicht mehr nennenswert, das Holz ist „abgesperrt“. Durch die Art, Anzahl und Anordnung der Holzlagen ergeben sich der Plattenaufbau und seine spezifischen Festigkeitseigenschaften.

## Sperrholzarten
Die Lagen des Sperrholzes können aus Massivholztafeln, Furnieren, Stäben oder anderen Holzwerkstoffen bestehen. Unterschieden wird nach
- Furniersperrholz, auch Furnierplatte oder schlicht Sperrholzplatte genannt, besteht ausschließlich aus einer ungeraden Anzahl an Furnieren, die symmetrisch zur Furniermittellage kreuzweise verleimt sind. Eine Platte über 12 mm Dicke und mit mindestens fünf Lagen wird als Multiplex-Platte bezeichnet.
- Stab- bzw. Stäbchensperrholz, auch Tischlerplatte mit relativ dicker Mittellage aus gesägten Vollholzleisten (Stäben) oder Schälfurnierstreifen (Stäbchen) und wenige Millimeter starken, äußeren Furnierlagen.
- Brettsperrholz, auch Kreuzlagenholz genannt, besteht aus mehreren, über Kreuz verleimten Brettlagen bzw. Massivholztafeln. Konstruktionen aus Brettsperrholz zählen zu den Massivholzbauweisen.
- Zusammengesetztes Sperrholz besteht aus einer oder mehreren Innenlagen anderer Holzwerkstoffe wie Spanplatten oder nicht holzhaltigen Materialien wie Kunststoffschichten, beispielsweise zur Schalldämmung. Die Außenlagen bestehen aus Furnier.
- Geringere Bedeutung in der Praxis haben Sonderformen wie Diagonal- und Sternholz. Bei Diagonalholz wechselt der Faserverlauf der Furniere bezogen auf eine Bezugskante zwischen 45 und 135 Grad. Die Furniere sind mit dem Faserverlauf somit diagonal ausgerichtet, behalten zueinander aber die kreuzweise Verlegung bei. Von Sternholz spricht man, wenn die Fasern der einzelnen Furnierblätter von Lage zu Lage in einem Winkel von jeweils zwischen 15 und 45 Grad verschoben werden.
- Bootsbausperrholz oder Marinesperrholz wird durch die Verwendung spezieller Leime kochfest, seewasserfest und tropenfest. Zudem werden für die Deckschicht oft besonders schöne Edelhölzer verwendet. Die Qualität entsprechend verwendbarer Bootsbauplatten wird beispielsweise durch den Germanischen Lloyd geprüft und bestätigt.

Bei Furnierschichtholz werden die Furnierlagen demgegenüber parallel zueinander verleimt, so dass die Festigkeitseigenschaften stärker von der Richtung der Belastung abhängen als bei Sperrholz.
Eine Sonderform von Sperrholz ist das Kunstharzpressholz, auch bekannt als Pagholz oder Panzerholz. Beim Kunstharzpressholz ist der Mengenanteil von Kunstharz – meist Phenolharz – deutlich größer als bei allen anderen Sperrholzarten. Die Holzfasern werden nahezu vollständig vom Kunstharz durchtränkt, weswegen dieser Werkstoff andere Materialeigenschaften als Holz besitzt.

## Geschichte
Vor 4000 Jahren wurden bereits in Ägypten Platten in gesperrter Art für den Möbelbau hergestellt. Dies hatte mehrere Gründe: Zum einen waren große Bäume und verwertbare Stämme im Wüstenland Ägypten selten, Furnier ermöglichte ein dennoch gleichmäßiges und edles Aussehen der Möbel. Zum anderen gleicht die gesperrte Bauweise das Bewegungsverhalten des Werkstoffes Holz durch Quellen und Schwinden aus. Der Grundgedanke war, mehrere Lagen von Holzfurnieren wechselseitig so zu verleimen, dass die Faserrichtungen aufeinanderfolgender Lagen rechtwinklig zueinander verlaufen. So sperren sich die Holzfurniere in ihrem Bewegungsverhalten gegenseitig ab. Daher der Name „Sperrholz“.
Nachdem das Verfahren in Vergessenheit geraten war, wurde es in der Mitte des 19. Jahrhunderts wiederentdeckt: Die Idee der Absperrung griffen Holztechniker um das Jahr 1860 auf und sie entwickelten den neuen Werkstoff Sperrholz. Die weltweit erste Sperrholz-Fabrik gründete Bruno Harras im Jahre 1858 in Böhlen (Thüringen). Durch die schnelle Übernahme in industrielle Fertigung wurde Sperrholz wichtiger Werkstoff für das Holzhandwerk, in der Möbelherstellung und dem Fahrzeug- und Flugzeugbau.
Besondere Bedeutung erhielt Sperrholz im Zweiten Weltkrieg, sowohl im Flugzeugbau als auch in anderen Bereichen. Auf beiden Seiten des Konflikts entwickelte man Kriegsflugzeuge mit Sperrholzkonstruktionen, wie im Vereinigten Königreich das strategisch wichtige Flugzeug De Havilland DH.98 Mosquito oder in Deutschland das Flugzeug Heinkel He 162. Charles und Ray Eames entwickelten Beinschienen aus Sperrholz für verwundete Soldaten.

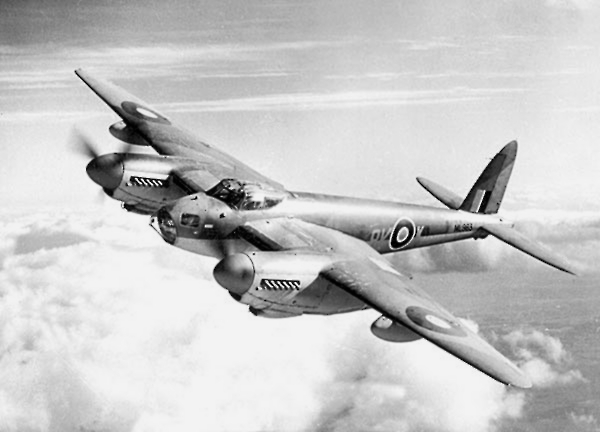
Flugzeug aus Sperrholz im Zweiten Weltkrieg: De Havilland Mosquito FB XVI

## Herstellung

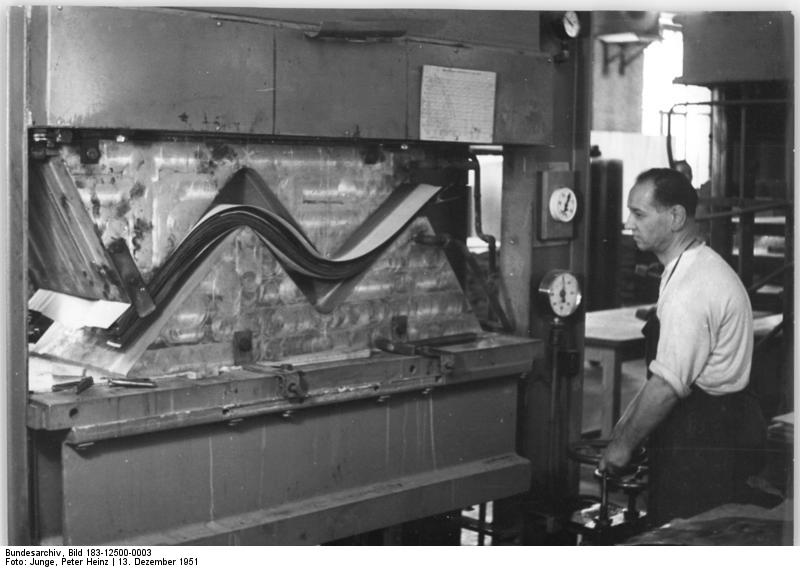
Stuhlpresse in den Deutschen Werkstätten Hellerau

Für nahezu alle Sperrholzarten werden getrocknete Holzlagen beleimt, kreuzweise (biaxial) übereinander gelegt und unter Wärmeeinwirkung gepresst. Spezialpressen ermöglichen die Herstellung beliebiger Formen – hier kommen überwiegend Buchenschälfurniere zum Einsatz.
Als Rohmaterialien lassen sich zahlreiche Holzarten verwenden. Entscheidend ist neben der Verfügbarkeit des Holzes eine gute Schälbarkeit. Zur Sperrholzherstellung eignen sich die heimischen Laubholzarten Buche, Birke und Pappel, daneben Ahorn, Eiche, Esche und Linde. Als Nadelhölzer werden vor allem Fichte und Kiefer eingesetzt. Bekannte und geeignete außereuropäische Holzarten sind Okoumé, Limba, Abachi und Fuma/Ceiba. Die meisten Sperrhölzer werden aus Furnieren einer Holzart hergestellt, doch gibt es auch Kombiprodukte.
Je nach Anforderung werden verschiedene Klebstoffe verwendet, um die einzelnen Holzschichten zu verbinden. Hierbei kommen sowohl verschiedene Kunstharze zum Einsatz, als auch Holzleime auf biologischer Basis – wie Casein- und Glutinleim. Übliche Kunstharze bei der Sperrholzherstellung sind Phenoplast oder Harnstoffharz. Beide Kunstharze enthalten Formaldehyd und sind jeweils sowohl als Heiß- oder Kaltleimverfahren möglich. Eine Besonderheit ist die Verleimung mit trockenen Verfahren, wie Tegofilm. Hierbei werden mit Phenolharz getränkte Papiere zwischen die Holzschichten gelegt.
Im Detail unterscheiden sich die Sperrholzarten im Aufbau:
Für Furniersperrholz werden Furniere mit einer Dicke zwischen 0,8 und 4 mm technisch getrocknet, beleimt und zu entsprechenden Furnierrohlingen gelegt. Je nach Zahl und Dicke der Furniere werden die Furniersperrhölzer zwischen wenigen Millimetern und mehreren Zentimetern stark. Die Endfertigung des Furniersperrholzes erfolgt in Pressen bei hohem Druck und Presstemperaturen von etwa 150 °C. Nach dem Abkühlen wird es besäumt, geschliffen und auf das gewünschte Endmaß zugeschnitten.
Die Herstellung von Formsperrholz ist im Grunde ähnlich, doch werden die beleimten Furniere in sogenannten Gesenken in eine dauerhafte dreidimensionale Form gebracht. Bereits das Legen entscheidet über das spätere Eigenschaftsprofil. Sind formstabile, steife Formteile gefragt, zum Beispiel Sitzschalen, so verlegt und verpresst man die Furniere kreuzweise, wie bei Furniersperrholz üblich. Für die sogenannten Freischwinger ist hingegen eine hohe Zugfestigkeit wichtig, deshalb werden dafür die Furnierlagen mit paralleler Faserrichtung angeordnet (Furnierschichtholz). Besonders intelligente Stuhlkonstruktionen verbinden beide Legeprinzipien miteinander.
Bei der Herstellung von Stabsperrholz wird zunächst eine Mittellage aus in der Regel 24 bis 30 mm breiten Holzstegen („Stäbe“) gelegt und mit Leim verbunden oder geheftet. Die Mittellage wird beim Stab- bzw. Stäbchensperrholz beidseitig mit einem Furnier kreuzweise verleimt. Beim Stäbchensperrholz besteht die Mittellage aus bis etwa 8 mm dicken, hochkant zur Plattenebene stehenden Schälfurnierstreifen. Damit ergeben sich in der Mittellage durchweg stehende Jahresringe, was zu einem besonders guten Stehvermögen und hoher Oberflächenruhe führt.

## Verwendung

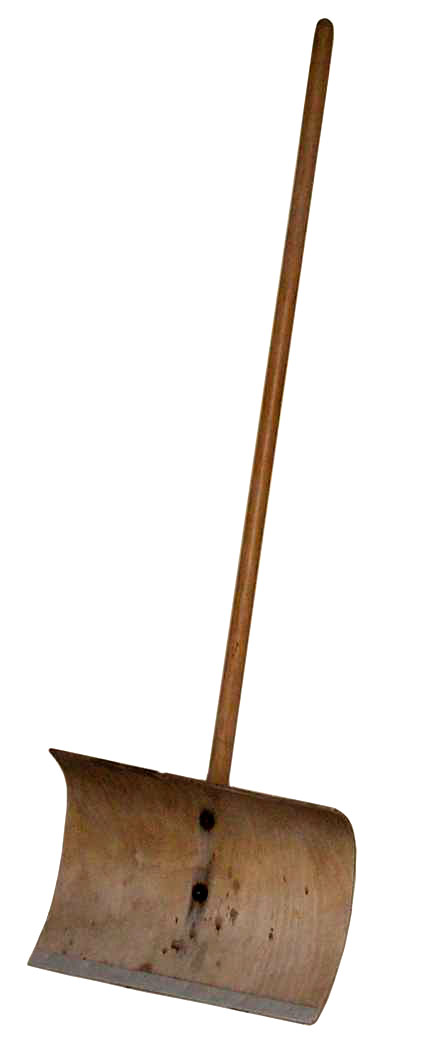
Schneeschaufel aus Formsperrholz

Rein optisch ist Sperrholz unter den Holzwerkstoffen dem Vollholz am ähnlichsten. Seine rund 150-jährige industrielle Geschichte hat es zum ausgereiften Material werden lassen, das Designer und Konstrukteure häufig verwenden. Insbesondere dort, wo trotz hoher Belastung dünne Querschnitte gefordert sind, wird Sperrholz eingesetzt. Sperrholz besitzt eine hohe Biege- und Zugfestigkeit genauso wie eine hohe Schlag- und Kerbschlagzähigkeit. Im Außenbereich sowie Feuchträumen werden wasserfest verleimte Platten verwendet. Sperrholz ist in der Regel fester und formstabiler als die kostengünstige Spanplatte.
Für Sperrholz gibt es eine breite Anwendungspalette:
Fahrzeugbau, Transport und Verkehr: Sperrholzplatten werden für Boden- und Wandsysteme im Fahrzeugausbau und Anhängerbau eingesetzt. Die Platten kommen vor allem in den Bereichen Laderaumschutzböden für Kastenfahrzeuge, Anhängerbodenplatten, aber auch als hochbeanspruchte Bodenplatten für Pritschen und schwere Nutzfahrzeuge zur Anwendung.
Bauwesen und Gebäudeausstattung: Das Bauwesen ist eines der bedeutendsten Anwendungsbereiche für Sperrholz. Je nach Art der Verleimung kommt es innen oder außen zum Einsatz, etwa beim Schalungsbau, Innenausbau, in konstruktiver und flächiger Anwendung.
Möbelbau: Wie im konstruktiven Holzbau bietet Sperrholz im Möbelbau ein günstiges Verhältnis von Gewicht zu Festigkeit. Sperrhölzer für den Möbelbau sind meistens nicht wasserfest verleimt und werden auch als Formsperrholz eingesetzt.
Tür- und Fensterbau: Vor allem bei Türfüllungen sowie in der Zargen- und Rahmenfertigung werden Furniersperrhölzer oder Tischlerplatten eingesetzt. Wasserfest verleimtes Sperrholz ist weniger empfindlich gegenüber erhöhter Luftfeuchtigkeit als Spanplatte und Massivholz. Dünne Furniersperrhölzer werden als Deckplatten verwendet.
Modell- und Werkzeugbau: Sperrholz wird in der Architektur sowie teilweise in der Flugzeug- und Automobilindustrie zur Herstellung von Modellen verwendet.
Klang und Musik: Traditionell werden viele Instrumente aus Sperrholz hergestellt. Für hochwertige Lautsprechersysteme eignen sich insbesondere schwere Buchenholzfurnierplatten und Formsperrholz.

## Normen
Die Eignung der Sperrholzprodukte für verschiedene Zwecke wird durch Normangaben deklariert. Sie beziehen sich auf die Art der Verleimung, den Einsatzbereich und die Oberflächenqualität. Wie bei anderen Fragen der Normung auch stehen ältere deutsche Normbezeichnungen nach DIN der neueren europäischen Norm EN gegenüber. Im Handel trifft man auf verschiedene Angaben.
| Verleimung | Einsatzbereich                                                                         | Oberflächenqualität |
| --- | -------------------------------------------------------------------------------------- | --- |
| EN 314-1 (Klasse 1) Geeignet für den Trockenbereich ohne Gefahr der Feuchte- oder Wasserexposition                                     | EN 636-1G (IF 20): nicht tragend, trocken                                              | A: In den Decklagen astfrei, minimale Farbeinläufe möglich |
| EN 314-2 (Klasse 2) Geeignet für den Feuchtbereich                                                                                     | EN 636-2G (IW 67, A 100): nicht tragend, feucht                                        | AB: In den Decklagen astfrei, Farbeinläufe möglich. Wenige gesund verwachsene Äste sind möglich aber selten                                                                                                |
| EN 314-3 (Klasse 3) Geeignet für den Außenbereich                                                                                      | EN 636-3G (A 100G): nicht tragend, aussen                                              | B: Kleine, nicht ausgefallene und fest verwachsene Äste möglich. Farbeinläufe und Astlöcher bis 8 mm sowie Kittstellen erlaubt                                                                             |
| A (A 100)-Verleimung ist beständig gegen die Einwirkung von kaltem und heißem Wasser (begrenzt wetterbeständig)                        | EN 636-1S (BFU20): tragend, trocken                                                    | S: Punktäste, gesunde verwachsene Äste und Astlöcher sind bis zu einem Einzeldurchmesser von 20 mm erlaubt. Sonstige Äste und ausgeflickte Astlöcher sind bis zu einem Einzeldurchmesser von 10 mm erlaubt |
| BFU 100 – Wetterbeständig verleimtes Baufurniersperrholz, nach DIN 68705 Teil 3                                                        | EN 636-2S: tragend, feucht                                                             | BB: Sperrholz mit Ästen, ausgefallenen oder gespachtelten Ästen. Farbeiläufe sind erlaubt. Astlöcher bis 15 mm und Kittstellen erlaubt                                                                     |
| BFU 100G – Wetterbeständig verleimtes Baufurniersperrholz mit einem geprüften Holzschutzmittel geschützt gegen holzzerstörende Pilze   | EN636-3S: tragend, außen                                                               | E: fehlerfrei, keine Äste, Risse oder Harzgallen, entspricht A |
| BFU 20 – Nicht wetterbeständig verleimtes Baufurniersperrholz nach DIN 68705 Teil 3                                                    | IF 20 – Geeignet für den Trockenbereich ohne Gefahr der Feuchte- oder Wasserexposition | I: entspricht B |
| IW 67 – Verleimung ist beständig in Räumen mit erhöhter Luftfeuchtigkeit und gegen Berührung mit Wasser bis 67°(nicht wetterbeständig) |                                                                                        | II: entspricht S |
| |                                                                                        | III: entspricht BB |

## Wirtschaftliche Bedeutung
Gemessen an der Gesamtproduktion von Holzwerkstoffen macht Sperrholz mit ungefähr 1,5 % nur einen kleinen Teil aus. 2008 wurden in Deutschland 175.000 m³ Sperrholz produziert, davon etwas über 150.000 m³ Tischlerplatten (Stab- bzw. Stäbchensperrholz) und 22.000 m³ Furniersperrholz. In Europa betrug die Sperrholzproduktion im Jahre 2018 etwa 7,8 Mio. m³. Dieses wird im Baubereich (39 %) und für die Möbelherstellung (30 %) verwendet. Bei den übrigen Verwendungen spielen Transport und Verpackungen die Hauptrolle.